# Sigmar Polke
Sigmar Polke (født 13. februar 1941, død 10. juni 2010) var en tysk maler og fotograf.
 I løbet af sin karriere anvendte han mange forskellige stilarter, motiver og materialer.

## Billeder
| - Værker af Sigmar Polke - "Propellerfrau" (en), 1969 - Et af de tolv sidevinduer designet af Sigmar Polke. I kirken Grossmünster i Zürich, Schweiz - Vinduet over hovedportalen |